# Nederlandse gemeenteraadsverkiezingen 1982
De Nederlandse gemeenteraadsverkiezingen 1982 waren reguliere gemeenteraadsverkiezingen in Nederland. Zij werden gehouden op 2 juni 1982.

## Geen verkiezingen in verband met herindeling
In de volgende gemeenten werden op 2 juni 1982 geen gemeenteraadsverkiezingen gehouden omdat zij recent betrokken geweest waren bij een herindelingsoperatie:
- Herindeling per 1 januari 1982

In de gemeenten Beek, Born, Brunssum, Eijsden, Gulpen, Heerlen, Kerkrade, Landgraaf, Margraten, Meerssen, Nuth, Onderbanken, Schinnen, Simpelveld, Sittard, Stein, Susteren, Valkenburg aan de Geul, Voerendaal en Wittem waren al herindelingsverkiezingen gehouden op 21 oktober 1981.

## Opkomst
| 1982                        | # stemmen | %     |
| --------------------------- | --------- | ----- |
| Kiesgerechtigden            | 9.815.499 |       |
| Niet opgekomen              | 3.134.698 | 31,94 |
| Opkomst                     | 6.680.801 | 68,06 |
| Ongeldige en blanco stemmen | 35.321    | 0,53  |
| Geldige stemmen             | 6.645.480 | 99,47 |

## Landelijke uitslagen
| Naam partij                     | # stemmen | % stemmen |
| ------------------------------- | --------- | --------- |
| overige partijen en combinaties | 1.265.464 | 19,04     |
| CDA                             | 1.920.539 | 28,90     |
| PvdA                            | 1.423.183 | 21,42     |
| VVD                             | 1.327.371 | 19,97     |
| D66                             | 263.241   | 3,96      |
| CPN                             | 122.089   | 1,84      |
| SGP                             | 109.347   | 1,65      |
| PSP                             | 78.940    | 1,19      |
| PPR                             | 55.063    | 0,83      |
| GPV                             | 45.493    | 0,68      |
| RPF                             | 34.750    | 0,52      |